# キャサリン・ベル (宗教学者)
キャサリン・ベル（Catherine Bell）はアメリカ合衆国の宗教学者である。儀礼に関する理論的著作で知られている。2008年5月23日没（満55歳没）。1985年から2008年までサンタ・クララ大学に在職した。1998年同教授。1982年から1983年にかけては日本に滞在し、聖心女子学院と国際大学に在職した。

## 著作
- Ritual Theory, Ritual Practice, (Oxford University Press, 1992).
森下三郎・早川敦・木村敏明訳『儀礼の理論・儀礼の実践』金港堂　2021年
- Ritual: Perspectives and Dimensions, (Oxford University Press, 1997).
木村敏明・早川敦訳『儀礼学概論』仏教出版　2017年